# A Máfia no Brasil
A Máfia no Brasil é uma minissérie brasileira produzida e exibida pela TV Globo de 10 a 21 de setembro de 1984, em 10 capítulos.
Escrita por Leopoldo Serran, com a colaboração de Ricardo Linhares, Mario Prata, Tairone Feitosa e Marília Garcia, baseada no livro homônimo de Edson Magalhães, e dirigida por Roberto Farias.

## Elenco
- Abrahão Farc
- Alba Valéria - Odete/Zélia.
- André Filho
- Anilza Leoni
- Antônio Pompeo - Azulão.
- Breno Bonin
- Cláudio Mamberti - Ricardo.
- Clemente Viscaíno
- Denise Del Vecchio - Anita.
- Dulce Conforto - Cordélia França.
- Edyr de Castro
- Elizabeth Gasper
- Isolda Cresta
- Joel Silva
- Mário Civelli - Lorenzo.
- Mary Daniel
- Maurice Vaneau - Gabriel/Maurice.
- Mira Haar - Dona Claide.
- Monique Alves
- Nina de Pádua - Márcia/Júlia.
- Paulo Villaça - Adauto.
- Reginaldo Faria - Lucien Médici.
- Rose Rondelli
- Silas Andrade
- Tony Ramos - Paulo Médici.
- Tony Vermont

## Exibição

### Reprise
Foi reprisada entre 22 de fevereiro a 04 de março de 1988, às 22h30.

## Trilha sonora
1. She - Charles Aznavour
2. La Decadanse - Serge Gainsbourg
3. Et Si Tu N'Existe Pas - Joe Dassin
4. Aline - Paul Mauriat
5. Sous de Ciel de Paris - Juliette Greco
6. Samba Caboclo (Samba Solstice) - Márcio Montarroyos (tema de abertura)
7. Ne Me Quitte Pas - Jacques Brel
8. Sex Shop - Serge Gainsbourg
9. La Belle Histoire D'Amour - Bibi Ferreira
10. What Are you Doing With the Rest of Your Life - Toots Thielemans
11. Duas Faces do Mesmo Amor - Marcos Resende (tema de Adauto e Ilka)
12. Les Feuilles Mortes - Juliette Greco
13. Les Enfants de la Guerre - Charles Aznavour